# Seven Oaks
Seven Oaks ist eine Talsperre am Santa Ana River im San Bernardino County des US-Bundesstaats Kalifornien. Der Staudamm steht 13 Kilometer nordöstlich von Redlands im Santa Ana Canyon in den San Bernardino Mountains. Er wurde vom United States Army Corps of Engineers zum Hochwasserschutz gebaut und kostete 250 Millionen Dollar. Bei seiner Fertigstellung im November 1999 war er der zehnthöchste Staudamm aus Erd- und Steinschüttmaterial in den Vereinigten Staaten. 
Die Bauarbeiten begannen im August 1994. Der Staudamm ist 168 Meter über dem Gewässerbett hoch, 198 Meter über seiner Gründung und an seiner Basis 670 Meter breit. Er hat ein Bauwerksvolumen von 33 Millionen Kubikmetern, wenn auch eine andere Quelle 28,77 Millionen Kubikmeter angibt. Der Staudamm steht auf der San-Andreas-Verwerfung und ist deshalb so gebaut, dass er einem Erdbeben der Stärke acht (nach der Richterskala) widerstehen kann. 
Das Reservoir hat eine Kapazität von 179,6 Millionen Kubikmetern. Es soll den östlichen Teil des Raumes um Los Angeles vor Hochwasser schützen. Der Speicherraum ist ungewöhnlich groß für ein Becken, das allein dem Hochwasserschutz dient. Nach einem Hochwasser wird das Wasser allmählich abgelassen, aber so langsam, dass ein Teil versickern und das Grundwasser auffüllen kann. In der trockenen Jahreszeit ist das Becken zeitweise auch leer. 64 Kilometer unterhalb steht eine weitere Talsperre, der Prado Dam. 